# Forges (Charente-Maritime)
Pour les articles homonymes, voir Forges.
Forges est une commune du Sud-Ouest de la France, située dans le département de la Charente-Maritime (région Nouvelle-Aquitaine).
Ses habitants sont appelés les Forgiens et les Forgiennes.

## Géographie

### Hameaux et lieux-dits
Outre le bourg, la commune comprend des écarts, hameaux, villages ou lieux-dits tels que Puydrouard, les Rivières, la Beltrie, le Magnou ou Villeneuve.

### Communes limitrophes
|                      | Virson   |         |
| Aigrefeuille-d'Aunis | Forges   | Chambon |
| Le Thou              | Landrais |         |

## Urbanisme

### Typologie
Au 1er janvier 2024, Forges est catégorisée bourg rural, selon la nouvelle grille communale de densité à 7 niveaux définie par l'Insee en 2022.
Elle est située hors unité urbaine. Par ailleurs la commune fait partie de l'aire d'attraction de La Rochelle, dont elle est une commune de la couronne,. Cette aire, qui regroupe 72 communes, est catégorisée dans les aires de 200 000 à moins de 700 000 habitants,.

### Occupation des sols
L'occupation des sols de la commune, telle qu'elle ressort de la base de données européenne d’occupation biophysique des sols Corine Land Cover (CLC), est marquée par l'importance des territoires agricoles (97 % en 2018), une proportion sensiblement équivalente à celle de 1990 (97,7 %). La répartition détaillée en 2018 est la suivante : 
terres arables (72,5 %), zones agricoles hétérogènes (17 %), prairies (7,5 %), zones urbanisées (3 %). L'évolution de l’occupation des sols de la commune et de ses infrastructures peut être observée sur les différentes représentations cartographiques du territoire : la carte de Cassini (XVIIIe siècle), la carte d'état-major (1820-1866) et les cartes ou photos aériennes de l'IGN pour la période actuelle (1950 à aujourd'hui).

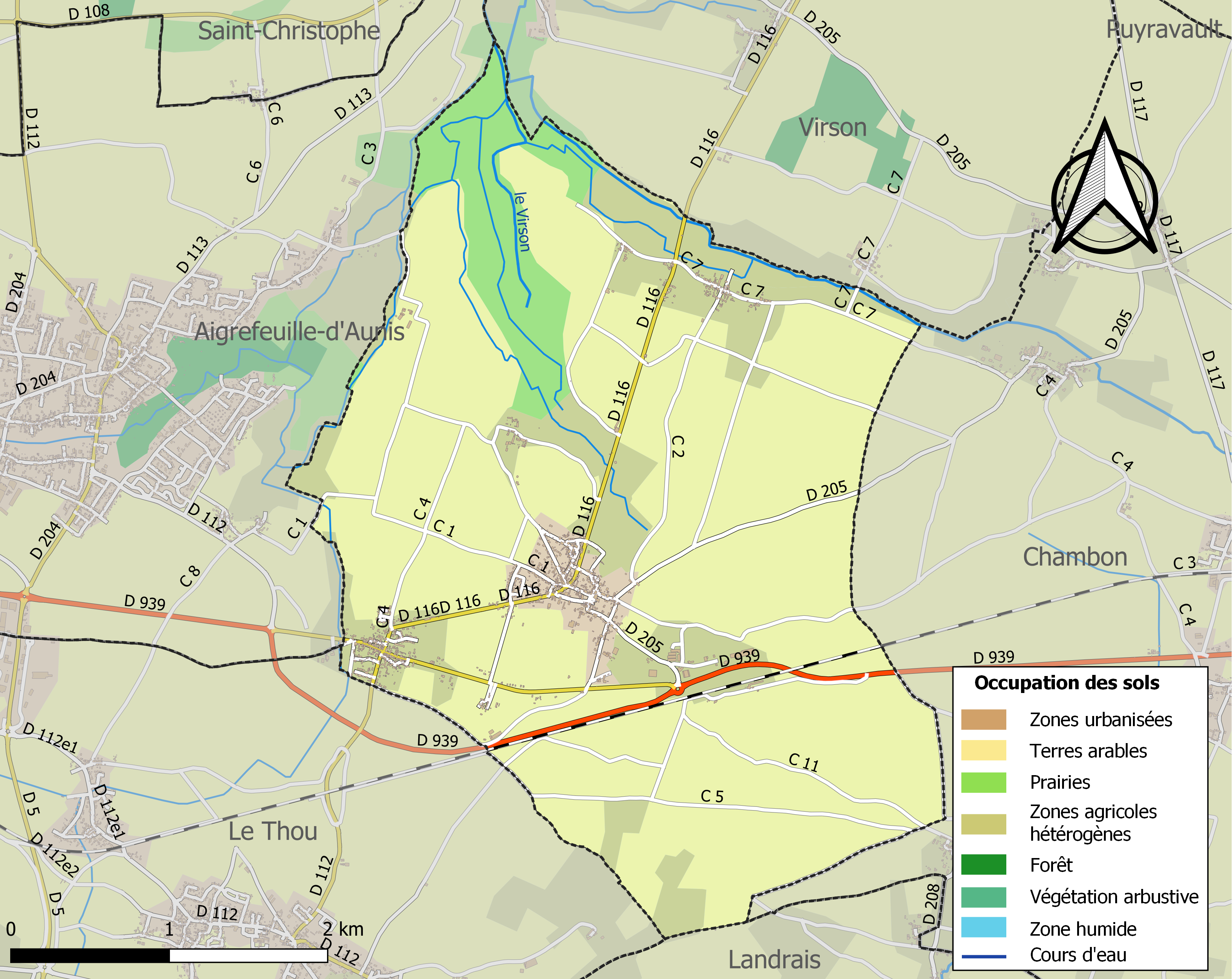
Carte des infrastructures et de l'occupation des sols de la commune en 2018 (CLC).

### Risques majeurs
Le territoire de la commune de Forges est vulnérable à différents aléas naturels : météorologiques (tempête, orage, neige, grand froid, canicule ou sécheresse), inondations et séisme (sismicité modérée). Il est également exposé à un risque technologique,  le transport de matières dangereuses. Un site publié par le BRGM permet d'évaluer simplement et rapidement les risques d'un bien localisé soit par son adresse soit par le numéro de sa parcelle.

#### Risques naturels
Certaines parties du territoire communal sont susceptibles d’être affectées par le risque d’inondation par débordement de cours d'eau. La commune a été reconnue en état de catastrophe naturelle au titre des dommages causés par les inondations et coulées de boue survenues en 1982, 1993, 1999 et 2010,.
Par ailleurs, afin de mieux appréhender le risque d’affaissement de terrain, l'inventaire national des cavités souterraines permet de localiser celles situées sur la commune.
Concernant les mouvements de terrains, la commune a été reconnue en état de catastrophe naturelle au titre des dommages causés par des mouvements de terrain en 1999 et 2010.

#### Risques technologiques
Le risque de transport de matières dangereuses sur la commune est lié à sa traversée par une ou des infrastructures routières ou ferroviaires importantes ou la présence d'une canalisation de transport d'hydrocarbures. Un accident se produisant sur de telles infrastructures est susceptible d’avoir des effets graves sur les biens, les personnes ou l'environnement, selon la nature du matériau transporté. Des dispositions d’urbanisme peuvent être préconisées en conséquence.

## Toponymie
Du mot latin Fabrica, « atelier d'artisan », à l'origine du mot « fabrique » .

## Histoire
De 1890 à 1959, en bordure de la D 939, se sont dressés les importants bâtiments et la gare de la distillerie de betteraves du Magnou.

## Politique et administration

### Politique de développement durable
La commune a engagé une politique de développement durable en lançant une démarche d'Agenda 21 en 2002.

## Population et société

### Démographie

#### Évolution démographique
L'évolution du nombre d'habitants est connue à travers les recensements de la population effectués dans la commune depuis 1793. Pour les communes de moins de 10 000 habitants, une enquête de recensement portant sur toute la population est réalisée tous les cinq ans, les populations de référence des années intermédiaires étant quant à elles estimées par interpolation ou extrapolation. Pour la commune, le premier recensement exhaustif entrant dans le cadre du nouveau dispositif a été réalisé en 2008.

En 2022, la commune comptait 1 323 habitants, en évolution de +2,88 % par rapport à 2016 (Charente-Maritime : +4,04 %, France hors Mayotte : +2,11 %).
| 1793 | 1800 | 1806 | 1821 | 1831 | 1836 | 1841  | 1846  | 1851  |
| ---- | ---- | ---- | ---- | ---- | ---- | ----- | ----- | ----- |
| 753  | 774  | 790  | 812  | 680  | 991  | 1 003 | 1 002 | 1 061 |

| 1856  | 1861  | 1866  | 1872  | 1876  | 1881  | 1886 | 1891 | 1896 |
| ----- | ----- | ----- | ----- | ----- | ----- | ---- | ---- | ---- |
| 1 106 | 1 233 | 1 338 | 1 158 | 1 129 | 1 002 | 917  | 906  | 905  |

| 1901 | 1906 | 1911 | 1921 | 1926 | 1931 | 1936 | 1946 | 1954 |
| ---- | ---- | ---- | ---- | ---- | ---- | ---- | ---- | ---- |
| 892  | 894  | 893  | 994  | 866  | 922  | 929  | 753  | 845  |

| 1962 | 1968 | 1975 | 1982 | 1990 | 1999 | 2006  | 2008  | 2013  |
| ---- | ---- | ---- | ---- | ---- | ---- | ----- | ----- | ----- |
| 759  | 718  | 714  | 805  | 786  | 903  | 1 092 | 1 147 | 1 237 |

| 2018  | 2022  | - | - | - | - | - | - | - |
| ----- | ----- | - | - | - | - | - | - | - |
| 1 315 | 1 323 | - | - | - | - | - | - | - |

## Culture locale et patrimoine

### Lieux et monuments

#### Église Saint-Laurent

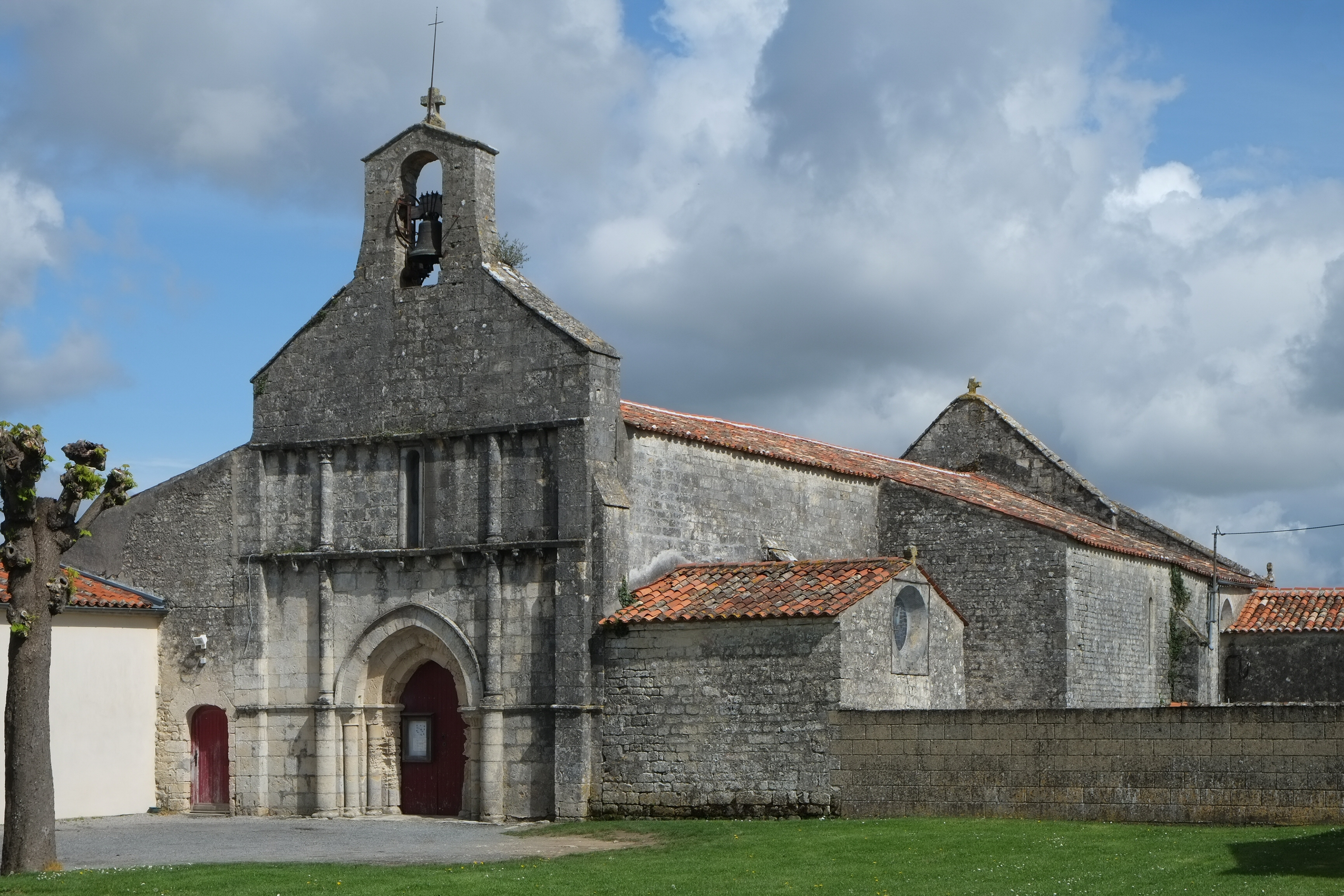
Église Saint-Laurent.

L'actuelle église paroissiale, consacrée à  saint Laurent, n'est sans doute pas antérieure au XIIe siècle. Dépendance du prieuré clunisien Saint-Martin d'Aix, on en trouve mention pour la première fois dans une charte datée de 1188, puis de nouveau dans un pouillé du XVe siècle sous le vocable de « Sanctii Laurentii de Forgus ». Cette époque voit la reconstruction du chœur, puis l'adjonction de deux chapelles latérales au XVIe siècle. Le sanctuaire semble être durement éprouvé par les guerres de religion, mais n'est remis en état que durant le XVIIe siècle.
L'église présente une façade romane composée de trois registres verticaux et horizontaux. La partie inférieure de celle-ci est percée d'un portail en berceau brisé, composé de trois voussures dépourvues de toute ornementation. La partie centrale, percée d'une mince baie sans style, s'inscrit entre deux corniches à modillons où l'on peut entre autres reconnaître un saltimbanque et deux personnages masculins. Enfin, la partie supérieure de la façade accueille un campanile surmonté d'une croix de pierre. La façade fut longtemps précédée d'un ballet, sorte d'auvent que l'on retrouve sur certaines églises de la région, lequel est démoli en 1867.
La nef est bordée de chapelles latérales couvertes de voûtes en plâtre. Quatre colonnes, uniques vestiges des anciennes voûtes détruites durant les guerres de religion, comportent encore des chapiteaux romans. Une huile sur toile représentant le « Martyre de saint Laurent », œuvre du peintre Bernard Dagescy (1759-1829), est située dans le sanctuaire.

#### Moulin de Puydrouard

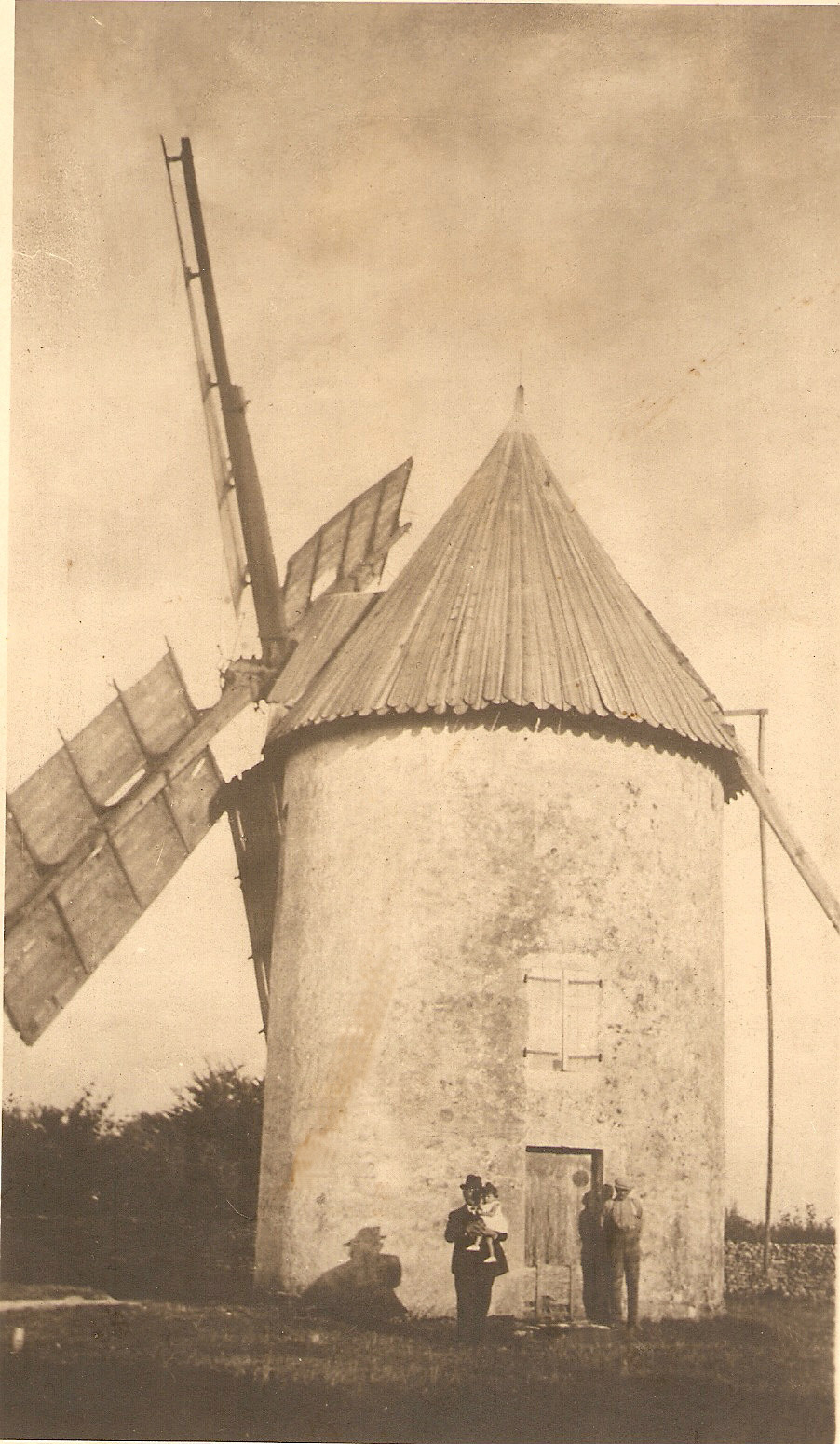
Le moulin de Puydrouard.

Les origines de ce moulin à vent semblent remonter au moins au XVIIe siècle. Vers 1870, les ailes ont été équipées du système Berton, qui permettait de régler la voilure, même lorsque le moulin était en action. Dans les années 1930, un début d'incendie endommage les ailes et la toiture, ultérieurement remplacée par une nouvelle toiture à deux pans en tiges de bottes. Un premier moteur à huile lourde (licence Poyaud) est mis en place dans le même temps avant d'être rapidement remplacé par un autre plus puissant.
Le moulin est très utilisé durant la Seconde Guerre mondiale, en des temps durant lesquels le rationnement était de rigueur. Il demeure en fonction jusqu’en 1965.
Son mécanisme est toujours complet. Il comprend notamment deux paires de meules qui pouvaient écraser de l’orge ou du blé et aussi d’autres graines suivant les réglages. C’est le dernier moulin subsistant à « la Plaine des Moulins », un écart à proximité du hameau de Puydrouard. Au début du XXe siècle, ceux-ci étaient encore au nombre de sept.

#### Salle municipale
La salle municipale de la commune est construite en 1926, à la suite d'une décision du conseil municipal présidée par Clément Braud, le maire de l'époque. Les travaux, confiés à l'architecte rochefortais Léon Lavoine, sont achevés l'année suivante, l'inauguration intervenant le 23 janvier 1927. Cette salle, précédée d'une façade couronnée d'un fronton curviligne, sert longtemps de lieu de réunion, de salle de théâtre et de cinéma aux habitants de la commune.
Construite avant la salle des fêtes d'Aigrefeuille elle fut dès son ouverture un important lieu de réunions, de concerts et de bals. On y venait de toutes les communes avoisinantes pour assister à des pièces de théâtre, des séances de cinéma qui dans les années cinquante se multiplièrent avec les films de Connaissance du monde.